# A Cinderella Story: Se la scarpetta calza
A Cinderella Story: Se la scarpetta calza (A Cinderella Story: If the Shoe Fits) è un film del 2016 diretto da Michelle Johnston.

## Trama
Tessa è una meccanica che vive insieme a una matrigna e due sorellastre a causa della morte di suo padre. Il rapporto con le donne non è dei migliori. Quando la matrigna vuole far partecipare le sue figlie ad un musical incentrato sulla fiaba di Cenerentola, il trio porta con sé Tessa in un hotel per utilizzarla come propria assistente e cameriera.
A differenza delle due sorellastre, però, Tessa possiede un reale talento per la danza e il canto; inoltre, quando vede per la prima volta la star maschile dello show, ha un vero e proprio colpo di fulmine per lui. Quando scopre che la ragazza scelta per interpretare il ruolo di Cenerentola avrebbe ricevuto anche l'opportunità di firmare un contratto discografico con un'importante etichetta, Tessa sprona il personale dell'hotel a tentare le audizioni e decide di farlo anche lei stessa. Nel frattempo la ragazza ha anche l'opportunità di conoscere da vicino Reed West, il protagonista dello show del quale si è ormai innamorata.

## Distribuzione
Il film è stato distribuito sulle piattaforme streaming e on demand a partire dal 2 agosto 2016, per poi essere pubblicato su DVD a partire dal 16 agosto 2020. Il film è stato successivamente trasmesso sui canali televisivi Freeform e Disney Channel.

## Colonna sonora
La colonna sonora del film è stata pubblicata su etichetta WaterTown Music nell'agosto 2016.

## Accoglienza

### Incassi
Durante la sua premiere televisiva su Freeform il film è stato guardato da 1,11 milioni di persone, mentre durante la sua messa in onda su Disney Channel è stato guardato da 2,13 milioni di persone.

### Critica
Secondo l'aggregatore di recensioni Rotten Tomatoes, il film ha ottenuto un indice di gradimento del 56%.